# João Gorópio Becano

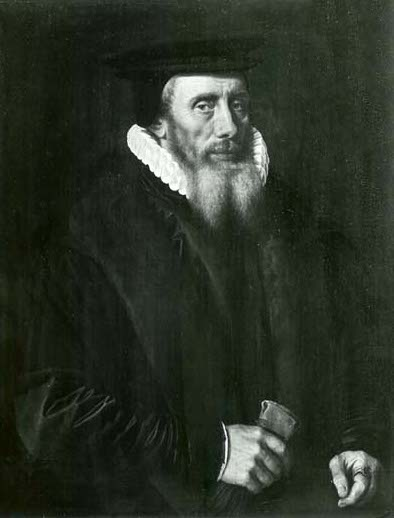

João Gorópio Becano (23 de junho de 1519 - 28 de junho de 1573), nascido Jan Gerartsen, foi um médico, linguista e humanista holandês.